# Pyteri
Pyteri är en ö i Finland. Den ligger i sjön Vanajavesi och i kommunerna Hattula och Valkeakoski i den ekonomiska regionen  Tavastehus ekonomiska region  och landskapet Egentliga Tavastland, i den södra delen av landet, 120 km norr om huvudstaden Helsingfors. Öns area är 1,2 hektar och dess största längd är 300 meter i sydöst-nordvästlig riktning.